# Бурундук Таунсенда
Бурундук Таунсенда (лат. Neotamias townsendii) — вид грызунов семейства беличьих. Видовое название дано в честь американского натуралиста Джона Керка Таунсенда (1809—1851).
Самки в среднем на 3-4% больше самцов. Общая длина 234-286 мм, хвост 103-130 мм, задние ступни 32-40 мм, уши 17-23 мм, вес 65-89 грамм, вес новорождённых 3—4 г.
Окраска верха светлая или тёмная оранжево-коричневая, на спине 5 тёмных полос, разделённых четырьмя оранжевыми полосами. Окраска брюха и горла от белого до кремового. Верх хвоста посеребренный черновато-серый, нижняя часть хвоста ярко-оранжевая. Зимний мех темнее чем летний. Зубная формула: {\displaystyle I{1 \over 1}C{0 \over 0}P{2 \over 1}M{3 \over 3}=22}.
Вид распространён в Канаде (Британская Колумбия) и США (Орегон, Вашингтон). Обитает в лесах с пышной кроной и густых зарослях.
Естественными врагами являются ласки, норки, рыси. Этот вид имеет разнообразный рацион, состоящий из семечек, орехов, фруктов, насекомых, кореньев, зелени, грибов. Питается в основном на земле, но иногда и на деревьях. Запасает корм в норе. Обычно остаётся активным по крайней мере с марта до конца ноября. Активен всю зиму в более тёплых районах, особенно вдоль побережья.
В год бывает один приплод, беременность длится около четырёх недель, средний размер выводка 3—8. Детёныши появляются над землёй в июле. Продолжительность жизни семь лет.